# Una ragione di più
Una ragione di più è un brano musicale composto da Franco Califano, Ornella Vanoni, Luciano Beretta su musica di Mino Reitano e Franco Reitano, uscito nel 1969 come lato A del 45 giri Una ragione di più/Quando arrivi tu, l'anno successivo inserito nell'album Appuntamento con Ornella Vanoni con l'arrangiamento di Gian Piero Reverberi.
Alla sessione di registrazione, come coro, avevano partecipato i New Trolls con Nico Di Palo.

## Altre versioni
- 1991, Mino Reitano
- 2005, nell'album dal vivo VanoniPaoli Live con Gino Paoli
- 2008, nell'album Più di me di Ornella Vanoni con Giusy Ferreri
- 2021, Francesco Renga al Festival di Sanremo 2021 nella serata dedicata alle cover.